# Cerebratulus melanops
Cerebratulus melanops är en djurart som tillhör fylumet slemmaskar, och som beskrevs av Ernest F. Coe och Louis Otto Kunkel 1903. Cerebratulus melanops ingår i släktet fläsknemertiner, och familjen Cerebratulidae. Inga underarter finns listade i Catalogue of Life.